# 艾曼·帕夏
艾曼·帕夏（阿拉伯語：ايمن باشا，1999年10月26日—），突尼斯男子举重运动员，2019年非洲举重锦标赛男子109公斤级铜牌得主、2019年非洲运动会男子109公斤级银牌得主、2021年非洲举重锦标赛男子109公斤级金牌得主。